# Иссерлейн Исраэль бен Птахия
Иссерлейн Исраэль бен Птахия (также Геншель из Гейнбурга, бен-Израиль из Кремса Ашкенази) — крупнейший талмудический авторитет XIV в. Германии.

## Биография
Родился в конце XIV в. в Ратисбоне, умер в Винер-Нейштадте в 1460 г.
Иссерлейн — ученик Аарона Блюмлейна, подвергшегося в Нейштадте мученической смерти (21 марта 1421 года) вместе со своей сестрой, матерью Иссерлейнa, о чём Иссерлейн всегда рассказывал своим слушателям в годовщину разрушения иерусалимского храма.
Иссерлейн жил также в Эгере, где его учителем был р. Натан из Эгера.
В молодости Иссерлейн жил в Кремсе и Вене. Большую половину своей жизни Иссерлейн провел в Марбурге (Штирия), где нашел пристанище вскоре после катастрофы 1421 года. Уже в 1425 году он из Марбурга переписывался с разными учеными.
В 1445 году (или ранее) Иссерлейн переселся в Винер-Нейштадт, община которого и раньше состояла в районе его раввинской деятельности.
Нейштадт, благодаря пребыванию в нём Иссерлейна, стал центром еврейской учености в Австрии. Тут он также возглавлял бейт-дин и иешиву, ставшую центром еврейской учености в Австрии. Слава эрудита и тонкого аналитика привлекала к Иссерлейну множество учеников. Вел обширную переписку с еврейскими учеными многих стран.
В эпоху, предшествующую Иссерлейну, талмудическая наука сильно уклонилась от изучения самого Талмуда и древнейших авторов, и сосредоточилась исключительно на изучении и комментировании законодательных кодексов. Имея для установления верного текста в своем распоряжении шесть различных рукописей кодекса Моисея из Куси, Иссерлейн высказывает предположение, что в городе нет даже одного экземпляра талмудического трактата Моэд Катан. Ввиду этого Иссерлейн поощрял обращение к источникам галахи и изучение Талмуда. Вследствие этого нередко приходилось вступать в пререкания со старыми раввинами. Например, он принял сторону двух молодых талмудистов, пожелавших открыть школу в Нейштадте и встретивших противодействие со стороны Мейстерлейна, представителя старой школы, не сочувствовавшего изучению первоисточников Ришоним, за мнениями которых он признавал лишь теоретическое значение. Иссерлейн, наоборот, не преклонялся даже перед авторитетом Турим, когда они шли вразрез с решениями гаонов; он встретил в этом отношении протест со стороны р. Аншеля, местного ученого и главы школы.
Соломон Лурия, несмотря на свою независимость, глубоко преклонялся перед авторитетом Иссерлейнa; он говорил: «Не отступайте от его слов, так как он был великим и выдающимся учителем».
Иссерлейнa нередко исполнял обязанности хаззана, но при этом всячески избегал тех мест сидура, которые заключают намек на посредничество ангелов. Несмотря на свою неоспоримую авторитетность, Иссерлейн отличался большой скромностью; например, он просил, при приглашении его к чтению Торы не величать его «морену». Он отстаивал автономию общины, например, в протесте прирейнских общин против слишком больших притязаний бингенского раввина Зелигмана).

## Труды
Главный труд — «трумат ха-дешен» («Уборка золы», то есть обряд очистки жертвенника; Венеция, 1519), решения но вопросам синагогальной, ритуальной и общественной жизни. Сборник 354 респонсов.

«Псаким у-хтавим» («Решения и записки») — 267 респонсов, собранные и изданные одним из его учеников в 1519 г.; из них 75 бракоразводного содержания).
Сочинения Иссерлейнa заключают в себе ценные материалы по истории евреев в средние века. Его респонсы оказали значительное влияние на религиозную жизнь немецко-польских евреев. Иссерлес в примечаниях к Шулхан-Аруху часто цитирует Иссерлейнa.